# Eosentomon dawsoni
Eosentomon dawsoni är en urinsektsart som beskrevs av Bruno Condé 1952. Eosentomon dawsoni ingår i släktet Eosentomon och familjen trakétrevfotingar. Inga underarter finns listade i Catalogue of Life.